# مشروع غارديان
مشروع غارديان (بالإنجليزية:  Project Guardian)‏ هو مبادرة مشتركة بين شرطة النقل البريطانية (BTP) ودائرة شرطة العاصمة («ميت») وشرطة مدينة لندن، وهيئة النقل في لندن (TfL)، وتهدف المبادرة إلى مكافحة التحرش الجنسي على وسائل النقل العام في لندن، وزيادة الإبلاغ عن هذه التحرشات، استٌلهمت المبادرة من عملية مماثلة في بوسطن، ماساتشوستس، وبدأت بعد أن كشف مسح هيئة النقل في لندن أن 15 ٪ من النساء اللواتي استخدمن وسائل النقل العام في لندن قد تعرضن لشكل من أشكال التحرش الجنسي غير المرغوب فيه، ولكن لم يتم الإبلاغ عن الغالبية العظمى من هذه الحوادث للشرطة، ويهدف مشروع غادريان إلى زيادة إبلاغ النساء وتقليل حالات التحرش.
كجزء من المشروع، أنشأت الشرطة خطًا ساخنًا سريًا وخدمة رسائل نصية واستخدمت وسائل التواصل الاجتماعي لرفع مستوى الوعي وتشجيع الإبلاغ عند النساء، كما نظموا عدة «أسابيع من العمل»، شملت زيادة الدوريات في وسائل النقل العام من قبل ضباط الشرطة الذين يرتدون الزي الرسمي ويرتدون ملابس مدنية، بما في ذلك مبادرة مشتركة مع ضباط الشرطة في عدة مدن في أمريكا الشمالية، أسفر العديد منها عن اعتقالات متعددة، وفي أغسطس 2014، سجلت شرطة النقل البريطانية (BTP) زيادة بنسبة 21 ٪ في الجرائم الجنسية، وهي الزيادة التي تُعزى جزئيًا إلى زيادة الإبلاغ نتيجة مشروع جارديان.

## خلفية
تم إطلاق مشروع جارديان في أبريل 2013، بعد أن أفاد استطلاع أجرته هيئة النقل في لندن عن خوف واسع النطاق من التحرش الجنسي بين النساء اللواتي يستخدمن وسائل النقل العام في لندن، وأن 15 ٪ من المستجيبات للاستطلاع واجهن سلوكًا جنسيًا غير مرغوب فيه أثناء استخدامهن وسائل النقل العام، على الرغم من أن حوالي 90٪ من الحوادث لم يتم الإبلاغ عنها. غادريان هو مشروع مشترك بين شرطة النقل البريطانية (BTP)، التي تدير شبكات السكك الحديدية والمترو، وقيادة النقل التابعة لشرطة العاصمة، المسؤولة عن حفظ أمن الحافلات في معظم لندن وشرطة مدينة لندن وهيئة النقل في لندن.
تم إطلاق المشروع بهدف تشجيع النساء للإبلاغ عن الحوادث وخلق مناخ على وسائل النقل العام لا تتسامح مع التحرش الجنسي. وفي طور معالجة قضية «إلقاء اللوم على الضحية» (التي يحمل فيها الضحايا جزئيًا أو كليًا المسؤولية عن مضايقتهم)، صرح مفتش شرطة النقل البريطانية ريكي تويفورد، مدير مشروع غادريان، «لا نريد أن يضطر أي شخص إلى تغيير سلوكه ليمنع تحوله لضحية؛ الأشخاص الوحيدون الذين يجب تغيير سلوكهم هم أولئك الذين يقومون بهذا النشاط».
المشروع الذي قيل أنه أكبر حملة من نوعه، مستوحى من مبادرة مماثلة تديرها هيئة النقل بخليج ماساتشوستس (MBTA) في بوسطن والتي نجحت بمضاعفة مستوى الإبلاغ عن الجرائم الجنسية على شبكة النقل خاصتها.

## التاريخ
بدأ مشروع غارديان مع شرطة النقل البريطانية إعطاء 2000 ضابط في لندن تدريبًا متخصصًا في التعامل مع تقارير الجرائم الجنسية، وبتوجيه من ثلاث مجموعات رائدة مختصة بحقوق المرأة في المملكة المتحدة هي تحالف إنهاء العنف ضد النساء، Hollaback! ومشروع التمييز اليومي على أساس الجنس. أُطلق المشروع علنًا من خلال دردشة تويتر لمدة أسبوع، استضافتها شرطة النقل البريطانية ومشروع التمييز اليومي على أساس الجنس باستخدام الهاشتاج "#ProjGuardian"، الذي كان يهدف إلى زيادة الوعي بـمشروع جادريان والتشجيع على زيادة الإبلاغ عن الجرائم الجنسية، بما في ذلك الإبلاغ عن الحوادث في الوقت الحقيقي عبر تويتر. أقامت الشرطة خطًا هاتفيًا ساخنًا سريًا مخصصًا وخدمة رسائل نصية، والتي تم الإعلان عنها على نطاق واسع لتشجيع النساء للإبلاغ عن أي تحرشات جنسية. ويغطي مشروع غارديان أيضًا محاولات الشرطة لردع السلوك الجنسي غير المرغوب فيه في وسائل النقل العام، بما في ذلك زيادة الدوريات من قبل الضباط البارزين والمتخفين.
في أوائل أبريل 2014، شارك ضباط من مشروع غارديان في مبادرة عبر المحيط الأطلسي تعرف باسم «غارديان العالمي (Global Guardian)»، حيث قامت الشرطة في فانكوفر وواشنطن العاصمة وبوسطن ولندن بزيادة جميع الدوريات على شبكات النقل العام، وحاولت زيادة الوعي حول المبادرة بين الركاب.
من بين التكتيكات التي تستخدمها الشرطة لردع واكتشاف الجرائم الجنسية كجزء من مشروع غارديان تكتيك «أسابيع من العمل (weeks of action)»، والتي تشمل أعدادًا كبيرة من ضباط الشرطة الإضافيين، سواء علنا أو في ملابس مدنية، يقومون بدوريات في شبكة النقل من أجل زيادة الوعي وجمع المعلومات والكشف عن المخالفات. وفي بداية العمل بهذا التكتيك قامت أحد الدوريات، وشملت 185 ضابط شرطة، بالقبض على تسعة أشخاص، وذلك في أغسطس 2013. وفي «أسبوع من العمل» في سبتمبر 2013، استخدمت الشرطة تويتر لزيادة الوعي بالمبادرة، وأسفرت الحملة عن اعتقال 15 شخصًا. وأسفرت حملة أخرى، عقدت في مارس / آذار 2014، عن اعتقال 16 شخصاً.

## تأثير
أُشيد بمشروع غارديان إلى حد كبير من قبل النشطاء، ولكن بعد وقت قصير من إطلاقه كانت هناك دعوات لتصل المبادرة إلى ما بعد لندن.
وفي أكتوبر 2013، بعد سبعة أشهر من إطلاق مشروع غارديان، سجلت الشرطة زيادة بنسبة 20 ٪ في الإبلاغ عن الجرائم الجنسية في وسائل النقل العام، وزيادة بنسبة 32 ٪ في عمليات الكشف. وبحلول أغسطس 2014، سجلت شرطة النقل البريطانية زيادة بنسبة 21 ٪ في الجرائم الجنسية المسجلة عبر شبكة السكك الحديدية البريطانية، والتي عزاها الشرطي الرئيسي، بول كروثر، جزئيًا إلى زيادة الإبلاغات نتيجة مشروع غارديان.